# Tesoro de Nagyszentmiklós

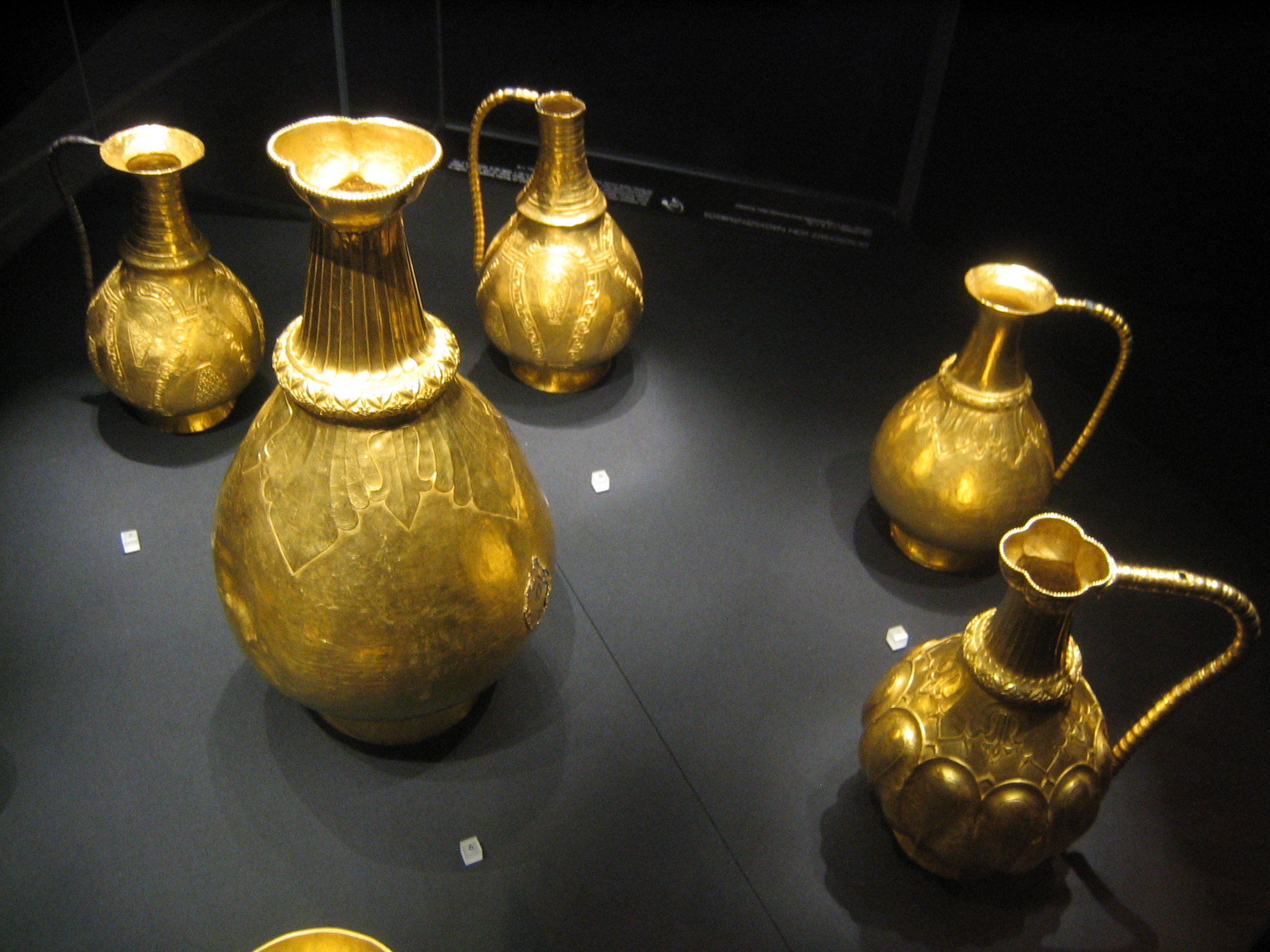
El tesoro de Nagyszentmiklós, descubierto en Hungría en 1799, probablemente enterrado alrededor del 796, tras la captura del Anillo Avaro. Contiene veintitrés objetos de oro, con motivos de grifos y sarmientos doce de los cuales llevan inscripciones rúnicas, griegas o turcas (Museo de Arte e Historia de Viena).

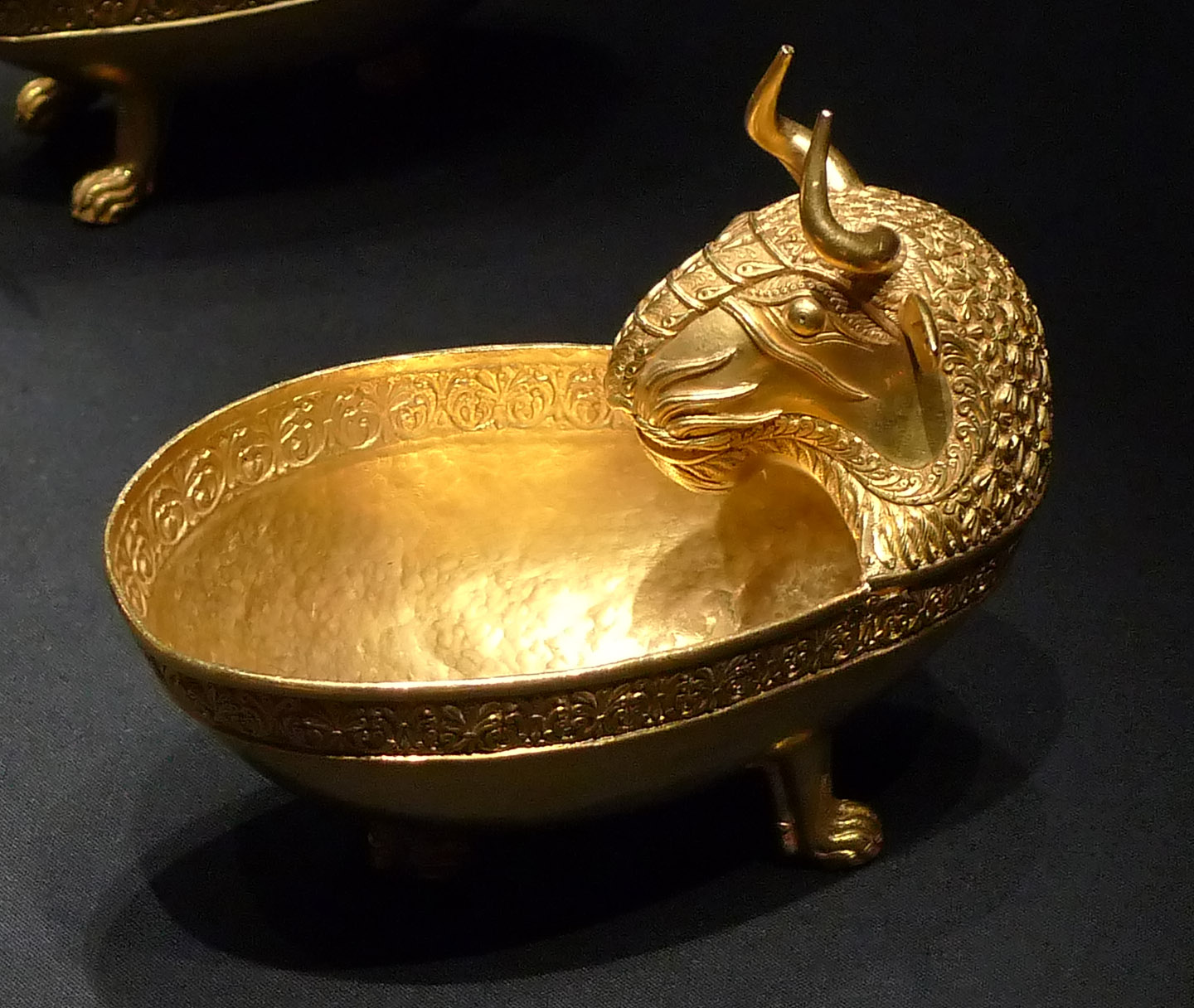
Vaso del tesoro de Nagyszentmiklós.

El Tesoro de Nagyszentmiklós o Tesoro de Sânnicolau Mare (hoy en Rumania) es una valiosa colección de veintitrés vasijas de oro de la Alta Edad Media, halladas en 1799 en Nagyszentmiklós, Imperio austríaco). A poco de su descubrimiento, el tesoro fue trasladado a Viena, capital del imperio, donde se encuentra aún hoy (Kunsthistorisches Museum). Recientemente, historiadores y museólogos rumanos han pedido al gobierno austríaco su repatriación.
Las veintitrés vasijas datan de distintas fechas entre el siglo VI y el X. La figura del "príncipe victorioso" que arrastra a un prisionero del pelo y la escena mitológica en el dorso del jarro, así como el diseño de otros objetos ornamentales, muestran gran afinidad con los hallazgos de Novi Pazar, Bulgaria, y Sarkel, Rusia. Estilísticamente, predominan las influencias centroasiáticas, persas sasánidas y bizantinas.

## Colección

### Plato
Tiene forma elíptica, textura como concha, en el interior tiene un relieve de dos leonas y dos grifos junto a un árbol floral.

### Jarras decoradas
En sus relieves figurativos aparecen criaturas míticas (águilas, grifos y centauros), además de guerreros y cazadores.
Cuencos
Tienen un ornamento de cabeza de toro combinado con características de un león, formando un híbrido demoniaco.
Cuenco plano
Cuenco con un asa, decorado con una cruz en el interior, perteneciente a la cristianización de pueblos magiares y búlgaros.
Pátera
Utilizado para ceremonias, su interior es lobulado y se encuentra un monstruo híbrido(mezcla de león y pez), sus bordes y asa están decorados con motivos vegetales.
Ritón
Hecho de oro de 12 quilates y compuesto por dos piezas soldadas, presenta inscripciones rúnicas.
Jarras con asa
Presentan asa con forma de bucle y cuerpo de pera, una es lisa, la otra es lobulada y ambas están decoradas con motivos vegetales.
Vasija
Por el exterior está cubierta de relieves con motivos vegetales, en el que aparecen animales míticos (mezcla de grifo y león rampante).